# Кара Мустафа-паша (бейлербей Єгипту)
Кара Мустафа-паша (*д/н — 28 грудня 1628) — державний та військовий діяч Османської імперії, 45-й паша Єгипетського еялету в 1623 і 1624—1626 роках.

## Життєпис
Про походження обмаль відомостей. Навчався в палацовій школі Ендерун-сарай. 1623 року призначено агою яничарського корпусу.
У липні 1623 року його було призначено на посаду бейлербеєя і паши Єгипту. Невдовзі звинуватив свого попередника Сілахдара Ібрагім-пашу в тому, що той не сплатив до скарбниці звичний внесок кожного бейлербея Єгипту. Кара Мустафа-паша відправив свого каймакама (заступника) Саліха-бея до Ібрагіма-паши по гроші. Той відповів, що гроші віддасть безпосередньо султану в Стамбулі. Втім зміна султану в цей час дозволило Ібрагіму зберегти гроши.
Втім 9 жовтня 1623 року султан вирішив замінити Мустафу-пашу на посаді, приславши бейлербея Чештеджі Алі-пашу. Останній в свою чергу відмовився сплатити яничарам і абазам гроші при вступі на посаду. Тоді останні за підтримки мамлюків на чолі із Юсуф-беєм ал-Гаттасом змусили Алі-пашу, що перебував в Александрії залишити Єгипет. Оголошено Кара-мустафу-пашу новим бейлербеєм, а Юсуф-бей став каймакамом. Втім значна влада тепер зосередилася саме в останньому. 16 лютого 1624 року султан Мурад IV підтвердив відновлення Кара Мустафи-паши на посаді.
Загалом багато робив для економічного розвитку еялету. Разом з тим, намагався оволодіти заможних єгиптян, застосовуючи практику підробки їх печаток. З листопаду 1625 року до червня 1626 року вирувала епідемія чуми, внаслідок якої померло 300 тис. осіб. Ще 16 травня 1626 року Кара Мустафу-пашу було звільнено й відкликано до Стамбулу.
На початку 1628 року оженився на Фатьмі Султан, сестрі султана Мурада IV. Але за фінансові порушення на посаді бейлербея Єгипту за наказом останнього у грудні того ж року Кара Мустафу-пашу страчено.